# (8599) Riparia
(8599) Riparia ist ein Asteroid des mittleren Hauptgürtels, der am 29. September 1973 von dem niederländischen Astronomenehepaar Cornelis Johannes van Houten und Ingrid van Houten-Groeneveld entdeckt wurde. Die Entdeckung geschah im Rahmen der 2. Trojaner-Durchmusterung, bei der von Tom Gehrels mit dem 120-cm-Oschin-Schmidt-Teleskop des Palomar-Observatoriums aufgenommene Feldplatten an der Universität Leiden durchmustert wurden, 13 Jahre nach Beginn des Palomar-Leiden-Surveys.
Der italienische Astronom Vincenzo Zappalà definiert in einer Publikation von 1995 (et al.) eine Zugehörigkeit des Asteroiden zur Henan-Familie, einer Gruppe von Asteroiden, die nach (2085) Henan benannt ist. Mitglieder dieser Familie haben in der SMASS-Klassifikation die Spektralklasse L.
(8599) Riparia ist nach der Uferschwalbe benannt, deren wissenschaftlicher Name Riparia riparia lautet. Zum Zeitpunkt der Benennung des Asteroiden am 2. Februar 1999 befand sich die Uferschwalbe auf der niederländischen Roten Liste gefährdeter Arten. Die Anfangsbuchstaben der Asteroiden (8585) bis (8600) bilden die Redewendung Per aspera ad astra.